# 施皮爾格特山
46°32′11.9″N 7°26′48.3″E / 46.536639°N 7.446750°E

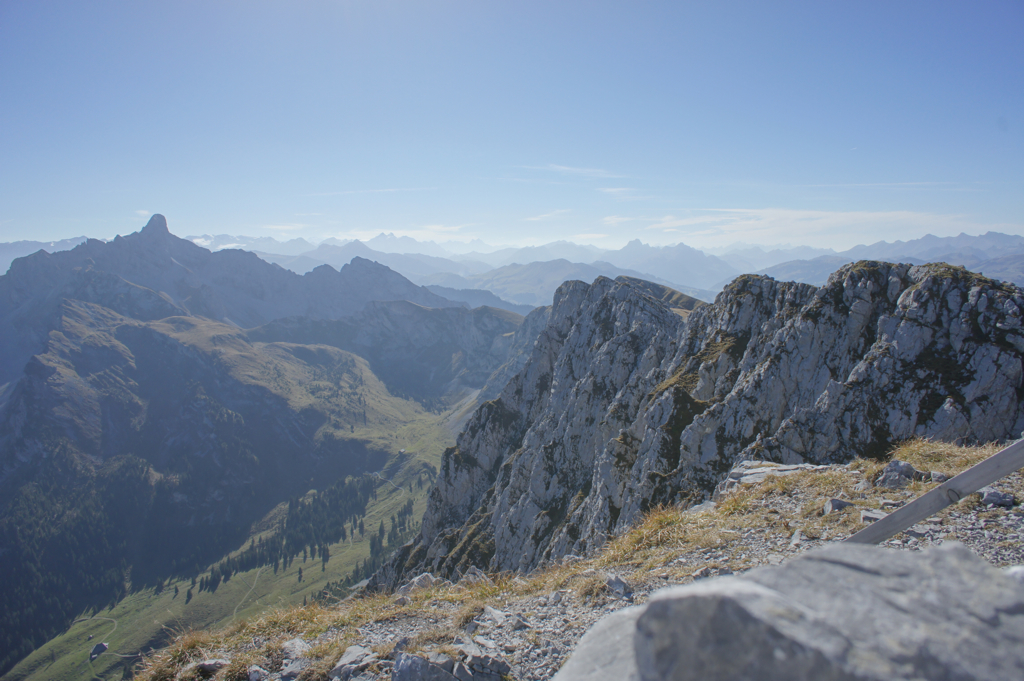

施皮爾格特山（Hinderi Spillgerte），是瑞士的山峰，位於該國中西部，由伯恩州負責管轄，屬於伯爾尼山的一部分，海拔高度2,476米，每年平均降雨量1,395毫米。